# شعار جمهورية أرتساخ
شعار جمهورية مرتفعات قرة باغ تم اعتماده في 17 نوفمبر 1992 

## الأوصاف
يظهر قي الوسط نسر مطلقا جناحيه ممسكا برجله اليسرى عنقود عنب و برجله اليمنى ممسكا زهرة
يوجد أمام النسر درع يكون علم جمهورية أرتساخ فوقه صورة لمرتفعات قرة باغ وأسفله صولة لتمثال الوحدة الأرتساخية ''Մենք ենք մեր սարերը''

## شعارات جمهورية مرتفعات قرة باغ

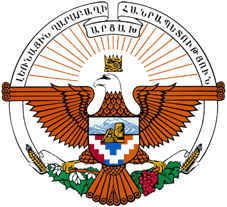